# Oraczew (powiat sieradzki)
Oraczew (Oraczew Wielki) – wieś w Polsce położona w województwie łódzkim, w powiecie sieradzkim, w gminie Wróblew.

## Historia
Słownik geograficzny Królestwa Polskiego i innych krajów słowiańskich z roku 1886 tak opisuje miejscowość:

Oraczew, w dok. Oraczow, wieś i osada leśna przy błotach Okoń, Bączywe, Przypusta, Staw, powiat sieradzki, gmina Wróblew, parafia Charłupia Wielka, odległość od Sieradza 12 w. Kol. ma 77 domów, 540 mk.; osada leśna 1 dom. Według Lib. Ben. Łask była to wieś arcybiskupia, w której sołtysi ze swych łanów dawali w miejsce dziesięciny po 18 gr. kościołowi paraf. w Charłupi a kmiecie plebanowi meszne i kolędę po korcu owsa i żyta z łan, zaś na stół arcybiskupi daniny zbożowe (maldratae). Według regestr. pobor. z 1511–1518 r. wieś Oraczew miała 7 łanów (Pawiński-Wielkop. II, 220).

W latach 1975–1998 miejscowość administracyjnie należała do województwa sieradzkiego.